# Jemčina (zámek)
Lovecký zámeček Jemčina se nachází ve vesnici Jemčina, části obce Hatín, nedaleko Novosedel nad Nežárkou. Zámek s parkem je chráněn jako kulturní památka.

## Historie
Předchůdcem zámku býval hřebčín založený roku 1673 hrabětem Janem Jáchymem Slavatou. O osmnáct let později se stal majetkem Heřmana Jakuba Černína, jehož potomek Prokop Vojtěch nechal na místě hřebčína v polovině 18. století vystavět lovecký zámeček. Za architekta byl vybrán Anselmo Lurago. V letech 1757–1760 prošel dalšími úpravami, stejně jako zahrada. V letech 1766–1770 došlo k přistavění postranních křídel, takže vznikl čestný dvůr. Na zámku pak byla postavena devatenáct metrů vysoká kaple svatého Jana Nepomuckého, která pro svou freskovou výzdobu představuje nejcennější část zámku. Na ní se podíleli štukatér Carlo Bossi a malíř Jan Quirin Jahn z Prahy. O sestavení varhan se postaral Josef Horák z Dačic. V roce 1772 přibyly u příjezdové cesty sochy svatého Šebestiána a svaté Tekly jako poděkování za ochránění před koňským morem.
V roce 1790 prošel zámek a zámecký park přestavbou, kdy se jej Jan Rudolf Černín rozhodl přizpůsobit štvanicím a parforsním honům. Velké finanční prostředky si vyžádala úprava obory, která byla rozdělena na 33 rovnoběžných alejí, které protínalo 22 příčných alejí. V době největší slávy hřebčince zde chovali 64 klisen, osm hřebců a smečku 160 psů, kteří byli cvičeni a chováni ve zdejším psinci. O přípravu honů se zde staral lesmistr Jiří Wachtel, jehož zápisky posloužily Aloisi Jiráskovi jako předloha pro Zahořanský hon. Dne 26. července 1822 se přes oboru přehnala vichřice. Následně význam zámku upadal.
Po pozemkové reformě roku 1923 se majitelem zámku stal stát, od něhož jej v roce 1950 získala Československá armáda, která do něj umístila raketovou základnu. V majetku armády zůstal do roku 1991. V roce 2002 začali noví majitelé s rekonstrukcí a už v roce 2003 došlo ke zpřístupnění pro veřejnost. V květnu 2004 pak došlo znovu k vysvěcení zámecké kaple.

## Dostupnost
Okolo zámku vede silnice spojující Hatín a Novosedly nad Nežárkou a také červená turistická značka od Šimanova na Velkou Holnou. Zároveň tady začínají tři značené turistické stezky. První je žlutá vedoucí do osady Evženovo Údolí, druhou zelená mířící na Drahov a třetí modrá směřuje k Novosedlům nad Nežárkou. Okolo zámečku vede také několik cyklotras – 1170 (od Novosedel nad Nežárkou směrem na Cikar), Greenway RD (od Novosedel na Hatín), Nežárka (od Hamru na Stráž nad Nežárkou) a začíná zde cyklotrasa 1236 směrem na Hatín.